# Fred Børre Lundberg
Fred Børre Lundberg (n. 25 decembrie 1969, Comuna Hammerfest, Finnmark, Norvegia) este un sportiv ce a reprezentat Norvegia, medaliat olimpic. A participat la 3 ediții ale Jocurilor Olimpice (1992, 1994, 1998) în care a câștigat două medalii de aur și o medalie de argint.